# Silacayoapam
Silacayoapam là một đô thị thuộc bang Oaxaca, México. Năm 2005, dân số của đô thị này là 6486 người.